# Etimasia
Etimasia és el terme per referir-se a un tron buit que apareix en l'art cristià, especialment en mosaics romans d'Orient, per representar el temps d'espera fins a la Parusia o segon retorn de Jesús. Prové del grec ἑτοιμασία, que vol dir "preparació", ja que indica com la humanitat s'ha de preparar per al Judici Final amb actes correctes i fe per tal d'assolir la salvació. L'origen bíblic es troba en un psalm on es parla d'un tron que s'ha preparat.
El símbol hereta una iconografia molt anterior al cristianisme on es col·locaven trons buits per deixar participar els esperits dels morts cèlebres o reials, una imatge que apareix ja en gravats assiris i que es reprèn en l'art etrusc. Els romans també incloïen trons buits on col·locaven les estàtues dels déus que havien d'honorar per no ofendre'n cap en les celebracions. Aquest símbol s'associava també al déu Júpiter, els atributs del qual eren el tron i els llamps, i per això apareix en algunes monedes un tron buit.
A les pintures cristianes s'acostuma a representar un tron buit similar a un tamboret cobert per un mantell púrpura (símbol de poder) o per un sudari (referint-se al Sant Sudari que va embolcallar el cos de Crist abans de la resurrecció). Al costat o a sobre del tron poden aparèixer diversos elements. Els més freqüents són una corona (enjoiada o corona d'espines), que s'adiu amb la majestat del tron, una creu i un llibre. El contingut d'aquest llibre varia, pot ser una referència als evangelis, el llibre de l'Apocalipsi, que narra el retorn de Jesús després de la fi del món o bé el mític llibre de la Vida. També s'hi poden veure els Arma Christi o un colom que representa l'Esperit Sant. Sovint el tron fa les funcions d'altar per la posició respecte altres elements litúrgics.

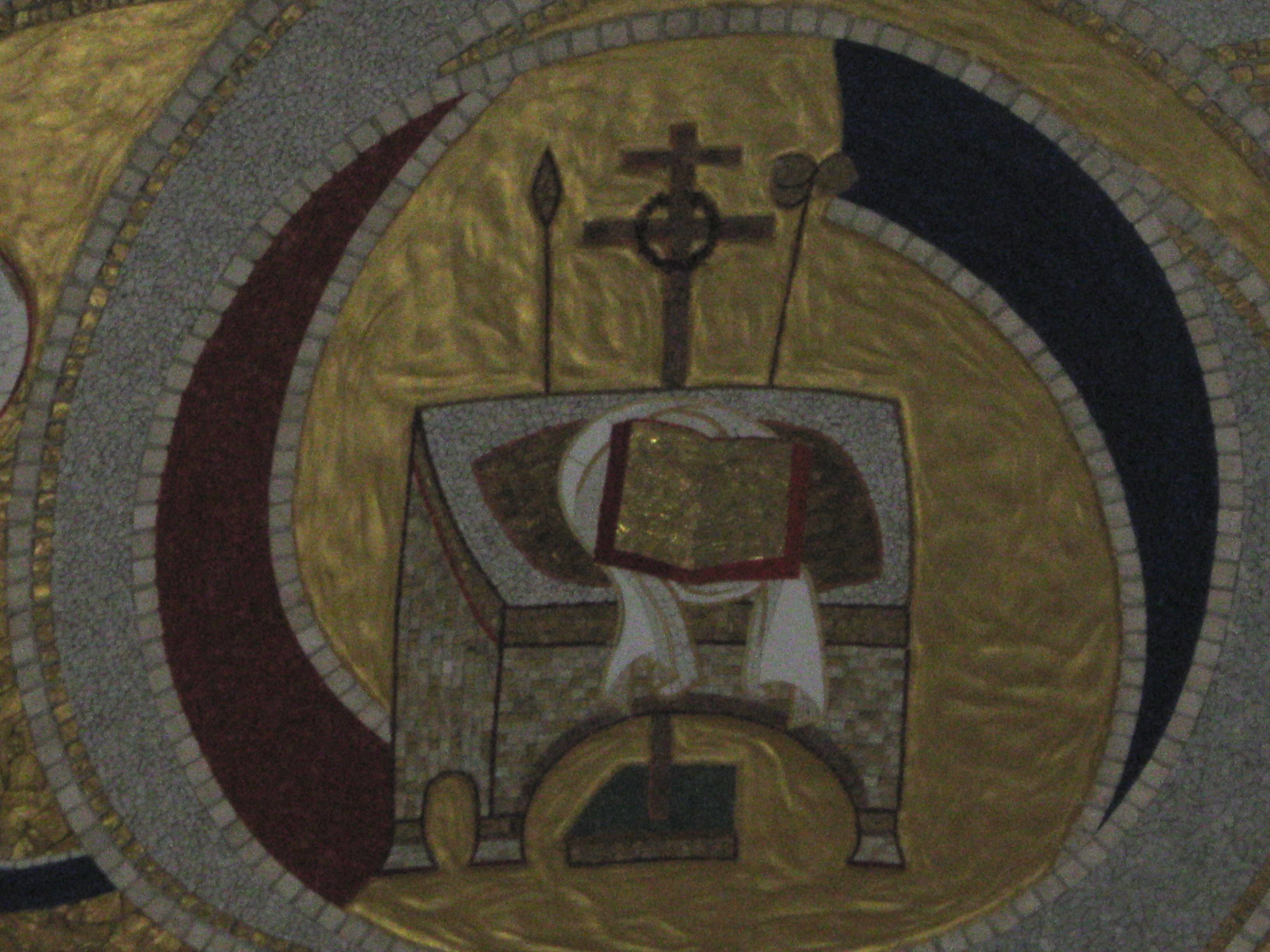
Representació de l'etimasia o tron buit preparat per a la vinguda de Jesús

Les primeres representacions van aparèixer a l'imperi romà tardà i incloïen sovint àngels o apòstols envoltant el tron. Posteriorment aquest va esdevenir un símbol en solitari i es va separar d'altres escenes que poguessin contenir les pintures o relleus. A partir del segle xi va perfeccionar-se la iconografia relativa al Judici Final a l'església oriental i l'etimasia ocupava el centre de quadres complexos on es resumia el contingut del llibre de l'Apocalipsi. Des de l'Imperi Romà d'Orient va exportar-se a Europa occidental. També va aparèixer en altres representacions bíbliques, com per exemple el quadre de Van Eyck L'Anunciació, que mostra la popularitat de la icona.